# Alexander Smoljar

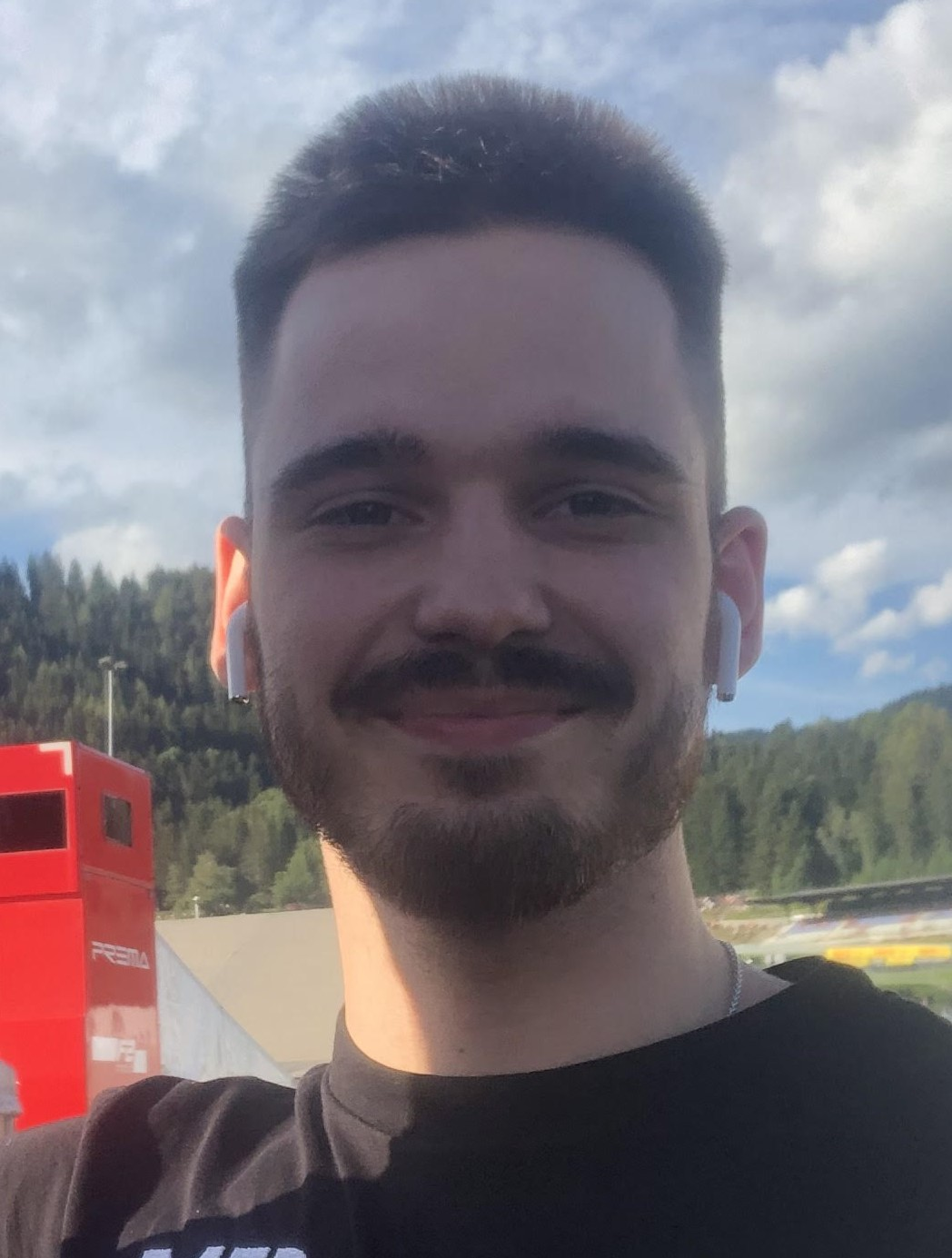
Smolyar (2022)

Alexander Smoljar (* 19. Juli 2001 in Juschno-Sachalinsk) ist ein russischer Rennfahrer, der in der Saison 2022 in der FIA-Formel-3-Meisterschaft für MP Motorsport fährt.

## Karriere

### Kartsport
Smoljar erreichte 2016 in der CIK-FIA European Championship den siebten und den zehnten Platz in der WSK Super Master Series.

### Formel 4
2017 wechselte Smoljar in die Formel 4 und damit in den Einsitzer-Rennsport. Er fuhr für SMP Racing in der Spanischen Formel-4-Meisterschaft Nordeuropäischen Formel-4-Meisterschaft, bei denen er den 2. und den 3. Platz in der Gesamtwertung belegte. Er erzielte insgesamt 24 Podestplätze, sieben Pole-Positions und acht Rennsiege, wobei alle seine Rennsiege in der spanischen Meisterschaft erzielt wurden.

### Formel Eurocup
In den folgenden zwei Jahren fuhr Smoljar im Formel Renault Eurocup. In seiner Debütsaison fuhr er für Tech 1 Racing und er wurde 12. in der Gesamtwertung. Dabei schlug er zwei seiner drei Teamkollegen und verhalf dem Team zum 5. Platz in der Teammeisterschaft. Außerdem fuhr er 2018 zwei Rennen als Gastfahrer im Formula Renault Northern European Cup. In der Saison 2019 wurde er Dritter und gewann drei Rennen, wobei er in der Meisterschaft nur von dem Franzosen Victor Martins und seinem australischen Teamkollegen bei R-Ace GP, Oscar Piastri, geschlagen wurde.

### Formel 3
Ab der Saison 2020 fuhr er in der Formel-3-Meisterschaft. Seine erste Saison fuhr er für Art Grand Prix mit dem Franzosen Théo Pourchaire, Meister der deutschen Formel 4 im Jahr 2019, und dem Spanier Sebastián Fernández. Er beendete die Saison mit einem Podestplatz und einer Pole-Position auf dem elften Platz in der Gesamtwertung. Im Jahr 2021 blieb er beim Team Art und der Däne Frederik Vesti und der Ecuadorianer Juan Manuel Correa sind seine neuen Teamkollegen. Mit zwei Siegen, insgesamt vier Podestplätzen und 107 Meisterschaftspunkten belegte Smoljar am Ende der Saison den sechsten Gesamtrang. Für die Saison 2022 unterschrieb er im Januar 2022 einen Vertrag mit dem Team MP Motorsport. Nach dem russischen Überfall auf die Ukraine 2022 verkündete er zunächst sein Ausstieg aus der Meisterschaft, nachdem sein Sponsor SMP Racing abgesprungen war. Eine Woche vor Saisonbeginn revidierte er seine Entscheidung, womit er in der FIA-Formel-3-Meisterschaft 2022 unter neutraler Flagge ohne seinen Sponsor antritt.

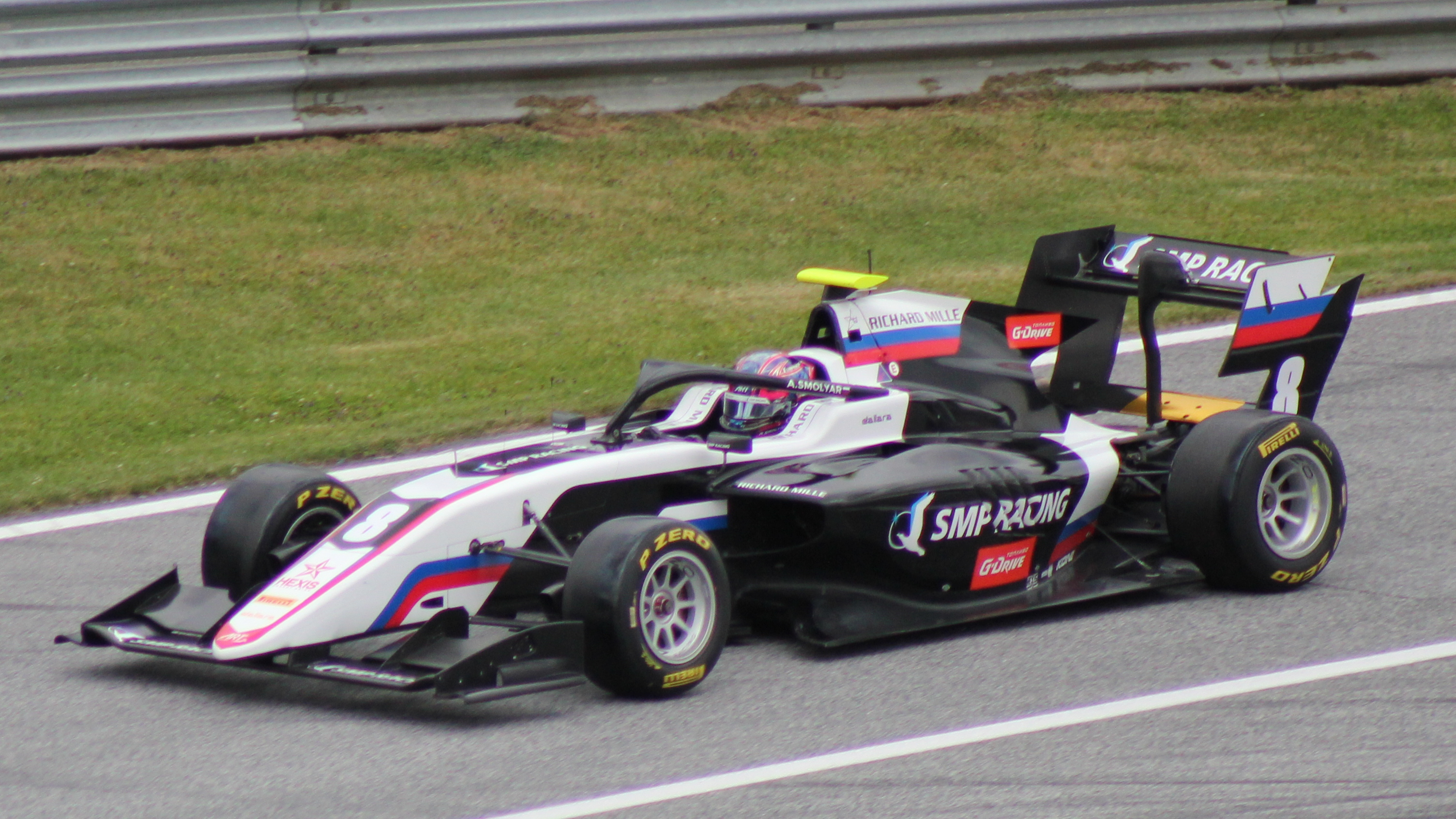
Alexander Smoljar bei der FIA-Formel-3-Meisterschaft 2021 in Spielberg.

## Statistik

### Karrierestationen
- 2016: Kartsport
- 2017: Nordeuropäische Formel-4-Meisterschaft, (Platz 3)
- 2017: Spanische Formel-4-Meisterschaft, (Platz 3)
- 2018: Formel Renault Eurocup, (Platz 12)
- 2019: Formel Renault Eurocup, (Platz 3)
- 2020: FIA-Formel-3-Meisterschaft, (Platz 11)
- 2021: FIA-Formel-3-Meisterschaft, (Platz 6)
- 2022: FIA-Formel-3-Meisterschaft

### Zusammenfassung
| Saison | Serie                                  | Team           | Rennen | Siege | Poles | Podien | Punkte | Position |
| ------ | -------------------------------------- | -------------- | ------ | ----- | ----- | ------ | ------ | -------- |
| 2017   | Nordeuropäische Formel-4-Meisterschaft | SMP Racing     | 21     | 0     | 2     | 11     | 217    | 3.       |
| 2017   | Spanische Formel-4-Meisterschaft       | SMP Racing     | 20     | 7     | 6     | 13     | 263    | 3.       |
| 2018   | Formel Renault Eurocup                 | Tech 1 Racing  | 20     | 0     | 0     | 0      | 57     | 12.      |
| 2019   | Formel Renault Eurocup                 | Tech 1 Racing  | 20     | 3     | 2     | 10     | 255    | 3.       |
| 2020   | FIA-Formel-3-Meisterschaft             | ART Grand Prix | 18     | 0     | 1     | 1      | 59     | 11.      |
| 2021   | FIA-Formel-3-Meisterschaft             | ART Grand Prix | 18     | 2     | 4     | 0      | 107    | 6.       |
| 2022   | FIA-Formel-3-Meisterschaft             | MP Motorsport  | 3      | 1     | 1     | 2      | 8      | 8.       |